# Franco Signorelli
Franco Signorelli (Mérida, Venezuela, 1 de enero de 1991) es un futbolista venezolano que juega como centrocampista y actualmente se encuentra como agente libre

## Trayectoria
Se formó en la entidad Azzurri del Empoli, debutando como profesional del 18 de diciembre de 2010 en la derrota 2:1 ante el Torino. Jugó 99 partidos de Serie B con el Empoli, donde logró el ascenso a la Serie A en la temporada 2013/14. Debutó en Serie A el 31 de agosto de 2014 en la derrota 2:0 ante el Udinese, ingresando al 70' por Matías Vecino. El 8 de febrero de 2015 anotó su primer gol en Serie A en la victoria 2:0 ante el Cesena.

## Selección nacional
Ha participado con la selección sub-15 y sub-17 de Venezuela. Con la selección absoluta, fue convocado para un partido amistoso ante Argentina el 2 de septiembre de 2011 en Calcuta, India, sin embargo no logró jugar. Logró debutar con la selección absoluta el 9 de septiembre de 2014, en un partido amistoso contra la selección de Japón.

## Estadistícas

### Clubes
Actualizado el 6 de agosto de 2017.
| Empoli F.C. Italia |               |               |     |   |   |   |   |     |     |   |
| 2.ª | 2010-2011     | 10            | 1   | 1 | 0 | - | - | 11  | 1   |   |
| 2.ª | 2011-2012     | 21            | 2   | 3 | 0 | - | - | 24  | 2   |   |
| 2.ª | 2012-2013     | 37            | 3   | 0 | 0 | - | - | 37  | 3   |   |
| 2.ª | 2013-2014     | 33            | 0   | 2 | 0 | - | - | 35  | 0   |   |
| 1.ª | 2014-2015     | 13            | 1   | 2 | 0 | - | - | 15  | 1   |   |
| 1.ª | 2015-2016     | 1             | 0   | - | - | - | - | 1   | 0   |   |
| Total | Total         | 115           | 7   | 8 | 0 | - | - | 123 | 7   |   |
| Ternana Italia |               |               |     |   |   |   |   |     |     |   |
| 2.ª | 2015-2016     | 17            | 0   | - | - | - | - | 17  | 0   |   |
| Total | Total         | 17            | 0   | - | - | - | - | 17  | 0   |   |
| Spezia Italia |               |               |     |   |   |   |   |     |     |   |
| 2.ª | 2016-2017     | 13            | 0   | 0 | 0 | - | - | 13  | 0   |   |
| Total | Total         | 13            | 0   | - | - | - | - | 13  | 0   |   |
| U.S. Salernitana 1919 Italia |               |               |     |   |   |   |   |     |     |   |
| 2.ª | 2017-2018     | -             | -   | 1 | 0 | - | - | 1   | 0   |   |
| Total | Total         | -             | -   | 1 | 0 | - | - | 1   | 0   |   |
| Total carrera | Total carrera | Total carrera | 145 | 7 | 9 | 0 | - | -   | 154 | 7 |
| (1) Incluye datos del Play-offs de permanencia de la Serie B (2011-12 y Play-offs de ascenso de la Serie B (2012-13) (2) No incluye datos de partidos amistosos. |               |               |     |   |   |   |   |     |     |   |

## Clubes
| Club         | País    | Año         | Partidos | Goles |
| ------------ | ------- | ----------- | -------- | ----- |
| Empoli       | Italia  | 2010 - 2015 | 123      | 6     |
| Ternana      | Italia  | 2015 - 2016 | 17       | 0     |
| Empoli       | Italia  | 2016        | 14       | 1     |
| Spezia       | Italia  | 2016-2017   | 13       | 0     |
| Salernitana  | Italia  | 2017-2018   | 22       | 0     |
| FC Voluntari | Rumania | 2018-2019   | 16       | 0     |
| Vibonese     | Italia  | 2019 - 2020 | 5        | 0     |
| Turris       | Italia  | 2020 - 2021 | 19       | 0     |
| Ghiviborgo   | Italia  | 2022 - 2023 | 18       | 0     |

## Selecciones

### Partidos amistosos
| Partidos amistosos | PJ | Goles |
| ------------------ | -- | ----- |
|                    | 3  | 0     |

| 1 | 09-09-2014 | Estadio Nissan, Yokohama, Japón                    | Japón     | 2-2 (3-0) Por decisión de la FIFA | Venezuela |  | Amistoso |
| 2 | 14-11-2014 | Estadio CAP, Talcahuano, Chile                     | Chile     | 5-0                               | Venezuela |  | Amistoso |
| 3 | 04-09-2015 | Estadio C.T.E. Cachamay, Ciudad Guayana, Venezuela | Venezuela | 0-3                               | Honduras  |  | Amistoso |